# Kroksbäck
Kroksbäck is een woonwijk in het stadsdeel Väster van de Zweedse stad Malmö. De wijk telt 4970 inwoners (2013) en heeft een oppervlakte van 0,75 km². Kroksbäck ligt tussen Bellevuevägen en Kroksbäcksparken, ten zuiden van Ärtholmsvägen. De wijk was een van de eerste wijken van het Miljoenenprogramma.
De woningen in de wijk zijn eigendom van de woningcorporaties HSB en MKB en zijn gebouwd in de jaren 60 van de 20e eeuw. Deze zijn later gerenoveerd en voorzien van nieuwe balkons en keukens.